# San Gerónimo
San Gerónimo é uma comuna da província de Córdoba, na Argentina.